# Didymodon cyathicarpus
Didymodon cyathicarpus là một loài rêu trong họ Pottiaceae. Loài này được (Mont.) Mitt. mô tả khoa học đầu tiên năm 1859.